# Chlorocichla laetissima
El bulbul alegre (Chlorocichla laetissima) es una especie de ave paseriforme de la familia Pycnonotidae endémica de las montañas de la región de los Grandes Lagos de África.

## Taxonomía
El bulbul alegre fue descrito científicamente en 1899 en el género Andropadus. Posteriormente se trasladó al género Chlorocichla.
Se reconocen dos subespecies:
- C. l. laetissima - (Sharpe, 1899): se encuentra diseminado por la montañas del norte de la región de los grandes Lagos, desde Sudán del Sur al sudeste de Kenia y el extremo nororiental de la República Democrática del Congo;
- C. l. schoutedeni - Prigogine, 1954: se localiza en el extremo oriental de la RDC y el norte de Zambia.